# UCI Africa Tour 2012-2013
El UCI Africa Tour 2012-2013 fue la novena edición del calendario ciclístico internacional africano. Se inició el 3 de octubre de 2012 en Camerún, con el Gran Premio de Chantal Biya y finalizó el 12 de mayo de 2013 en Marruecos con el Trofeo de la Maison Royale del Challenge du Prince.
En principio, el calendario contaba con 20 carreras, número que fue modificándose al ser incluidas más carreras como los challenges Marche Verte y Du Prince en Marruecos y los Tours de Tipaza y Blida en Argelia. Otras fueron eliminadas como los trofeos Castel I, II y III y el Challenge de Trípoli. En definitiva el calendario contó con 22 competiciones, siendo la Tropicale Amissa Bongo la única de categoría .1. El resto de las competiciones fueron de categoría .2 y junto al Campeonato Africano de Ciclismo, formaron el calendario 2012-2013.

## Equipos
Los equipos que pueden participar en las diferentes carreras dependen de la categoría de las mismas. 
| Categoría | Categoría                    | Equipos                                                                                          |
| --------- | ---------------------------- | ------------------------------------------------------------------------------------------------ |
| .1        | 1.1 (Carrera de un día)      | ProTour (max 50%) Profesionales Continentales Continentales Selecciones nacionales               |
| .1        | 2.1 (Carrera de varios días) | ProTour (max 50%) Profesionales Continentales Continentales Selecciones nacionales               |
| .2        | 1.2 (Carrera de un día)      | Profesionales Continentales Continentales Selecciones nacionales Selecciones regionales Amateurs |
| .2        | 2.2 (Carrera de varios días) | Profesionales Continentales Continentales Selecciones nacionales Selecciones regionales Amateurs |

Para favorecer la invitación a los equipos más humildes, la Unión Ciclista Internacional publicó el 31 de enero de 2013 un "ranking ficticio" de los equipos Continentales, sobre la base de los puntos obtenidos por sus ciclistas en la temporada anterior. Los organizadores de carreras .1 y .2 deben obligatoriamente invitar a los 3 primeros de ese ranking y de esta forma pueden acceder a un mayor número de carreras. En este circuito el único invitado automáticamente a carreras de categoría .1 y .2 fue el Vélo Club Sovac, aunque a diferencia del UCI WorldTour este equipo pudo rechazar dicha invitación.

## Calendario
Contó con las siguientes pruebas, tanto por etapas como de un día.

### Octubre 2012
| Fecha    | Carrera                     | Cat. | Ganador           | Equipo del ganador |
| -------- | --------------------------- | ---- | ----------------- | ------------------ |
| 3 al 7   | Gran Premio de Chantal Biya | 2.2  | Alexandre Mercier | Regional del Jura  |
| 19 al 28 | Tour de Faso                | 2.2  | Rasmane Ouedraogo |                    |

### Noviembre 2012
| Fecha    | Carrera                                      | Cat. | Ganador                                                                  | Equipo del ganador   |
| -------- | -------------------------------------------- | ---- | ------------------------------------------------------------------------ | -------------------- |
| 7        | Campeonato Africano Contrarreloj por Equipos | CC   | Eritrea Natnael Berhane Freqalsi Abrha Daniel Teklehaymanot Jani Tewelde | Selección de Eritrea |
| 9        | Campeonato Africano Contrarreloj             | CC   | Daniel Teklehaymanot                                                     | Selección de Eritrea |
| 11       | Campeonato Africano en Ruta                  | CC   | Natnael Berhane                                                          | Selección de Eritrea |
| 18 al 25 | Tour de Ruanda                               | 2.2  | Darren Lill                                                              | Bonitas              |

### Enero 2013
| Fecha    | Carrera                | Cat. | Ganador     | Equipo del ganador |
| -------- | ---------------------- | ---- | ----------- | ------------------ |
| 14 al 20 | Tropicale Amissa Bongo | 2.1  | Yohann Gène | Europcar           |

### Febrero 2013
| Fecha    | Carrera                                          | Cat. | Ganador             | Equipo del ganador                      |
| -------- | ------------------------------------------------ | ---- | ------------------- | --------------------------------------- |
| 16 y 17  | Fenkel Northern Redsea                           | 2.2  | Tesfay Abraha       | MTN-Qhubeka World Cycling Centre Africa |
| 19 al 22 | Tour de Eritrea                                  | 2.2  | Mekseb Debesay      |                                         |
| 24       | Circuito de Asmara                               | 1.2  | Abdellah Ben Youcef | Groupement Sportif Pétrolier Algérie    |
| 26       | Les challenges Marche Verte-G. P. Sakia El Hamra | 1.2  | Essaïd Abelouache   |                                         |
| 27       | Les challenges Marche Verte-G. P. Oued Eddahab   | 1.2  | Adil Jelloul        |                                         |
| 28       | Les challenges Marche Verte-G. P. Al Massira     | 1.2  | Ismail Ayoune       |                                         |

### Marzo 2013
| Fecha    | Carrera           | Cat. | Ganador            | Equipo del ganador       |
| -------- | ----------------- | ---- | ------------------ | ------------------------ |
| 11 al 15 | Tour de Argelia   | 2.2  | Víctor de la Parte | SP Tableware             |
| 16       | Circuito de Argel | 1.2  | Martin Pedersen    | Christina Watches-Onfone |
| 18 al 20 | Tour de Tipaza    | 2.2  | Tino Zaballa       | Christina Watches-Onfone |
| 21 al 23 | Tour de Blida     | 2.2  | Hichem Chaabane    | Sovac Algerie            |
| 29 al 7  | Tour de Marruecos | 2.2  | Mathieu Perget     | CMI-Greenover            |

### Abril 2013
| Fecha    | Carrera     | Cat. | Ganador       | Equipo del ganador     |
| -------- | ----------- | ---- | ------------- | ---------------------- |
| 17 al 21 | Mzansi Tour | 2.2  | Robert Hunter | Selección de Sudáfrica |

### Mayo 2013
| Fecha | Carrera                                         | Cat. | Ganador        | Equipo del ganador |
| ----- | ----------------------------------------------- | ---- | -------------- | ------------------ |
| 10    | Challenge du Prince-Trophée Princier            | 1.2  | Adil Jelloul   |                    |
| 11    | Challenge du Prince-Trophée de l'Anniversaire   | 1.2  | Rafaâ Chtioui  |                    |
| 12    | Challenge du Prince-Trophée de la Maison Royale | 1.2  | Maher Hasnaoui |                    |

## Clasificaciones finales
- Las clasificaciones finalizaron de la siguiente forma:[3]

### Individual
| Posición | Ciclista           | Equipo    | Puntos | Detalle de los puntos |
| -------- | ------------------ | --------- | ------ | --- |
| 1º       | Adil Jelloul       | [ *** 1 ] | 223    | Ver listaTrophée Princier: 40 G. P. Oued Eddahab: 40 Tour de Tipaza: 35 Campeonato de Marruecos en Ruta: 32 Trophée de l'Anniversaire: 30 G. P. Al Massira: 12 G. P. Sakia El Hamra: 12 Trophée de la Maison Royale: 10 Tour de Marruecos: 6 Tropicale Amissa Bongo: 3 Tour de Argelia: 3 |
| 2º       | Hichem Chaabane    | VCS       | 143,67 | Ver listaTour de Blida: 50 Campeonato de Argelia en Ruta: 40 Campeonato Africano en Ruta: 15 Tour de Tipaza: 10 Tour de Faso: 8 Campeonato de Argelia Contrarreloj: 5 Mzansi Tour: 5 Tour de Argelia: 5 Circuito de Argel: 3 Contrarreloj por Equipos del Campeonato Africano: 2,67       |
| 3º       | Essaïd Abelouache  | [ *** 1 ] | 137    | Ver listaG. P. Sakia El Hamra: 40 Tour de Marruecos: 27 Tour de Argelia: 20 G. P. Oued Eddahab: 16 Trophée Princier: 10 G. P. Al Massira: 10 Trophée de la Maison Royale: 6 Trophée de l'Anniversaire: 6 Campeonato de Marruecos Contrarreloj: 2                                          |
| 4º       | Yohann Gène        | EUC       | 130    | Ver listaTropicale Amissa Bongo: 130 |
| 5º       | Rafaâ Chtioui      | [ *** 1 ] | 127,67 | Ver listaCampeonato de Túnez en Ruta: 40 Trophée de l'Anniversaire: 40 Trophée Princier: 30 Campeonato de Túnez Contrarreloj: 8 Campeonato Africano Contrarreloj: 5 Contrarreloj por Equipos del Campeonato Africano: 4,67                                                                |
| 6º       | Mathieu Perget     | [ *** 1 ] | 124    | Ver listaTour de Marruecos: 76 Trophée de la Maison Royale: 30 Trophée de l'Anniversaire: 12 Trophée Princier: 6 |
| 7º       | Jay Robert Thomson | MTN       | 123    | Ver listaCampeonato Africano en Ruta: 70 Campeonato de Sudáfrica en Ruta: 40 Campeonato Africano Contrarreloj: 8 Campeonato de Sudáfrica Contrarreloj: 5 |
| 8º       | Rasmane Ouedraogo  | [ *** 1 ] | 120,33 | Ver listaTour de Faso: 84 Campeonato de Burkina Faso en Ruta: 30 Tropicale Amissa Bongo: 4 Contrarreloj por Equipos del Campeonato Africano: 2,33 |
| 9º       | Soufiane Haddi     | [ *** 1 ] | 119    | Ver listaTropicale Amissa Bongo: 74 Trophée de la Maison Royale: 16 Campeonato de Marruecos Contrarreloj: 16 Tour de Marruecos: 13 |
| 10º      | Reda Aadel         | [ *** 1 ] | 113    | Ver listaCampeonato de Marruecos en Ruta: 56 G. P. Sakia El Hamra: 30 G. P. Al Massira: 16 Tour de Blida: 5 Trophée de l'Anniversaire: 3 G. P. Oued Eddahab: 3 |

| Posiciones desde el 11.º hasta el 20.º | Posiciones desde el 11.º hasta el 20.º | Posiciones desde el 11.º hasta el 20.º | Posiciones desde el 11.º hasta el 20.º | Posiciones desde el 11.º hasta el 20.º | Posiciones desde el 11.º hasta el 20.º |
| Posición                               | Ciclista                               | Equipo                                 | Puntos                                 | Detalle de los puntos |                                        |
| -------------------------------------- | -------------------------------------- | -------------------------------------- | -------------------------------------- | --- | -------------------------------------- |
| 11º                                    | Natnael Berhane                        | EUC                                    | 110,67                                 | Ver listaCampeonato Africano en Ruta: 100 Contrarreloj por Equipos del Campeonato Africano: 6,67 Campeonato Africano Contrarreloj: 4 |                                        |
| 12º                                    | Anasse Ait El Abdia                    | [ *** 1 ]                              | 106                                    | Ver listaG. P. Al Massira: 30 Campeonato de Marruecos en Ruta: 24 G. P. Sakia El Hamra: 16 Trophée Princier: 12 Trophée de l'Anniversaire: 10 G. P. Oued Eddahab: 10 Campeonato de Marruecos Contrarreloj: 4                                                            |                                        |
| 13º                                    | Tino Zaballa                           | CWO                                    | 101                                    | Ver listaTour de Tipaza: 56 Tour de Argelia: 21 Tour de Blida: 12 Circuito de Argel: 12 |                                        |
| 14º                                    | Mustafa Sayar                          | TKR                                    | 96                                     | Ver listaTour de Blida: 51 Tour de Argelia: 35 Circuito de Argel: 10 |                                        |
| 15º                                    | Azzedine Lagab                         | GSP                                    | 96                                     | Ver listaCircuito de Argel: 30 Tropicale Amissa Bongo: 16 Circuito de Asmara: 10 Fenkel Northern Redsea: 10 Trophée de la Maison Royale: 8 Tour de Eritrea: 8 Campeonato de Argelia en Ruta: 6 Tour de Blida: 3 Tour de Tipaza: 3 Campeonato de Argelia Contrarreloj: 2 |                                        |
| 16º                                    | Kudus Merhawi                          | [ *** 1 ]                              | 94                                     | Ver listaTour de Eritrea: 40 Tour de Ruanda: 39 Circuito de Asmara: 8 Tropicale Amissa Bongo: 4 Fenkel Northern Redsea: 3 |                                        |
| 17º                                    | Ismail Ayoune                          | [ *** 1 ]                              | 92                                     | Ver listaG. P. Al Massira: 40 G. P. Oued Eddahab: 30 Tour de Tipaza: 8 G. P. Sakia El Hamra: 8 Campeonato de Marruecos Contrarreloj: 6 |                                        |
| 18º                                    | Meron Teshome                          | [ *** 1 ]                              | 88                                     | Ver listaCampeonato de Eritrea en Ruta: 40 Tour de Eritrea: 31 Tropicale Amissa Bongo: 9 Fenkel Northern Redsea: 8 |                                        |
| 19º                                    | Meron Amanuel                          | [ *** 1 ]                              | 87                                     | Ver listaCampeonato de Eritrea en Ruta: 30 Tour de Eritrea: 28 Tour de Ruanda: 16 Tropicale Amissa Bongo: 8 Fenkel Northern Redsea: 5 |                                        |
| 20º                                    | Abdelati Saadoune                      | [ *** 1 ]                              | 85                                     | Ver listaCampeonato de Marruecos en Ruta: 80 Campeonato de Marruecos Contrarreloj: 5 |                                        |

- Nota: Total de corredores con puntuación: 205

1. 1 2 3 4 5 6 7 8 9 10 11 12 13  Sin equipo profesional.

1. 1 2 3 4 5 6  Corredores menores de 23 años.

1. ↑  Mustafa Sayar fue sancionado al dar positivo de EPO en el Tour de Argelia: Positivo con EPO del ganador de la Vuelta a Turquía ciclo21.com

### Equipos
| Posición | Equipo                               | Puntos | Detalle de los puntos |
| -------- | ------------------------------------ | ------ | --- |
| 1º       | MTN Qhubeka                          | 332,67 | Ver listaJay Robert Thomson: 123 Ferekalsi Debesay: 46,67 Tsgabu Grmay: 45 Jim Songezo: 44 Louis Meintjes: 36 Jani Tewelde: 20,67 Adrien Niyonshuti: 11,33 Jacobus Venter: 6 |
| 2º       | Sovac                                | 291,68 | Ver listaHichem Chaabane: 143,67 Adil Barbari: 59,67 Hamza Merdj: 25 Mouadh Bettira: 16 Mouhssine Lahsaini: 16 Faycal Hamza: 14,67 Nabil Baz: 12 Karim Hadjbouzit: 4,67      |
| 3º       | Europcar                             | 240,67 | Ver listaYohann Gène: 130 Natnael Berhane: 110,67 |
| 4º       | Christina Watches-Onfone             | 234    | Ver listaTino Zaballa: 101 Martin Pedersen: 58 Stefan Schumacher: 50 Sebastian Balck: 12 Morten Hoberg: 8 Daniele Aldegheri: 5                                               |
| 5º       | Groupement Sportif Pétrolier Algérie | 225    | Ver listaAzzedine Lagab: 96 Abdellah Ben Youcef: 52 Abdelbaset Hannachi: 45 Abdelmalek Madani: 30 Abdelkader Belmokhtar: 2                                                   |

| 6º  | Torku Sekerspor    | 134 | Ver listaMustafa Sayar: 96 Andrey Mizourov: 18 Ahmet Orken: 10 Sergiy Grechyn: 8 Yuriy Metlushenko: 2        |
| 7º  | SP Tableware       | 108 | Ver listaVíctor de la Parte: 71 Joaquín Sobrino: 15 Petrus Van Dijk: 14 Georgios Karatzios: 8                |
| 8º  | Dukla Trencin-Trek | 80  | Ver listaMaroš Kováč: 35 Matej Jurčo: 20 Michal Kolář: 10 Martin Mahdar: 5 Robert Gavenda: 5 Roman Broniš: 5 |
| 9º  | BDC-Marcpol        | 55  | Ver listaPaweł Bernas: 13 Konrad Dabkowski: 12 Adam Pierzga: 12 Mateusz Komar: 10 Piotr Kirpsza: 8           |
| 10º | La Pomme Marseille | 45  | Ver listaJulien Antomarchi: 42 Christopher Jennings: 3                                                       |

### Países
| Posición | País      | Puntos | Detalle de los puntos |
| -------- | --------- | ------ | --- |
| 1º       | Marruecos | 929    | Ver listaAdil Jelloul: 223 Essaïd Abelouache: 137 Soufiane Haddi: 119 Reda Aadel: 113 Anasse Ait El Abdia: 106 Ismail Ayoune: 92 Abdelati Saadoune: 85 Adnane Aarbia: 20 Lahcen Saber: 18 Hassan Zahboune: 16          |
| 2º       | Eritrea   | 826,54 | Ver listaNatnael Berhane: 231,87 Kudus Merhawi: 126 Meron Teshome: 88 Meron Amanuel: 87 Mekseb Debesay: 81 Tesfay Abraha: 53 Ferekalsi Debesay: 46,67 Awet Ghebremedhin: 40 Aron Debretsion: 37 Daniel Teklay: 36      |
| 3º       | Argelia   | 500,01 | Ver listaHichem Chaabane: 143,67 Azzedine Lagab: 96 Adil Barbari: 65,67 Abdellah Ben Youcef: 52 Abdelbaset Hannachi: 45 Abdelmalek Madani: 30 Hamza Merdj: 25 Mouadh Bettira: 16 Faycal Hamza: 14,67 Nabil Baz: 12     |
| 4º       | Sudáfrica | 433    | Ver listaJay Robert Thomson: 123 Darren Lill: 73 Louis Meintjes: 64 Dylan Girldlestone: 46 Jim Songezo: 44 Ian McLeod: 24 Johann Rabie: 18 Jacobus Venter: 17 David Maree: 13 Shaun Davel: 11                          |
| 5º       | Túnez     | 288,68 | Ver listaRafaâ Chtioui: 127,67 Maher Hasnaoui: 84,67 Akkouche Said Ali: 16,67 Houssam Nasri: 16 Ahmed M'Raihi: 14,67 Alaeddine Khammassi: 10 Souheil Khediri: 8 Achraf Ghanmi: 6 Samir Souissi: 3 Hassen Ben Nasser: 2 |

| 6º  | Burkina Faso | 248,32 | Ver listaRasmane Ouedraogo: 120,33 Hamidou Yameogo: 40 Abdoul Nikiema: 32,33 Salfo Bikienga: 18,33 Mahamadi Balima: 12 Souleymane Nikiema: 10 Harouna Ilboudo: 8,33 Seydou Bamogo: 7                                                          |
| 7º  | Etiopía      | 147    | Ver listaTsgabu Grmay: 130 Getachew Asbha: 12 Alem Abebe: 5 |
| 8º  | Ruanda       | 140,32 | Ver listaGasore Hategeka: 40 Bonaventure Uwizeyimana: 30 Nathan Byukusenge: 16 Janvier Hadi: 13,33 Abraham Ruhumuriza: 11,33 Adrien Niyonshuti: 11,33 Jean Insengiyumva: 8 Patrick Byukusenge: 6 Jeremie Karegeya: 3 Joseph Biziyaremye: 1,33 |
| 9º  | Lesoto       | 140    | Ver listaTeboho Khantsi: 40 Jonase Machere: 35 Phetetso Monese: 24 Moeketsi Makatile: 12 Tumisang Taabe: 10 Malefane Morie: 8 Thapelo Chaole: 6 Lechesa Tohlang: 5                                                                            |
| 10º | Zimbabue     | 131    | Ver listaBright Chapongo: 48 Nkumalo Dube: 32 Desire Gombakomba: 16 Brian Zengeni: 12 Busani Moyo: 10 Mpumelelo Dube: 8 Dave Martin: 5 |

### Países sub-23
| Posición | País      | Puntos |
| -------- | --------- | ------ |
| 1º       | Eritrea   | 714,87 |
| 2º       | Marruecos | 260    |
| 3º       | Argelia   | 130,01 |
| 4º       | Etiopía   | 130    |
| 5º       | Sudáfrica | 69     |

| 6º  | Ruanda          | 60,33 |
| 7º  | Lesoto          | 45    |
| 8º  | Gabón           | 40    |
| 9º  | Túnez           | 40    |
| 10º | Costa de Marfil | 40    |

## Progreso de las clasificaciones
| Fecha                   | Clasificación individual | Clasificación por equipos | Clasificación por países | Clasificación por países sub-23 |
| ----------------------- | ------------------------ | ------------------------- | ------------------------ | ------------------------------- |
| 25 de octubre de 2012   | Alexandre Mercier        | -                         | Camerún                  | Camerún                         |
| 25 de noviembre de 2012 | Natnael Berhane          | -                         | Eritrea                  | Eritrea                         |
| 25 de diciembre de 2012 | Natnael Berhane          | -                         | Eritrea                  | Eritrea                         |
| 25 de enero de 2013     | Yohann Gène              | MTN Qhubeka               | Eritrea                  | Eritrea                         |
| 25 de febrero de 2013   | Yohann Gène              | MTN Qhubeka               | Eritrea                  | Eritrea                         |
| 25 de marzo de 2013     | Yohann Gène              | MTN Qhubeka               | Eritrea                  | Eritrea                         |
| 25 de abril de 2013     | Yohann Gène              | MTN Qhubeka               | Eritrea                  | Eritrea                         |
| 25 de mayo de 2013      | Adil Jelloul             | MTN Qhubeka               | Eritrea                  | Eritrea                         |
| 25 de junio de 2013     | Adil Jelloul             | MTN Qhubeka               | Marruecos                | Eritrea                         |
| Final                   | Adil Jelloul             | MTN Qhubeka               | Marruecos                | Eritrea                         |